# 九州戯曲賞
九州戯曲賞（きゅうしゅうぎきょくしょう）は、九州地域演劇協議会などが主催する戯曲賞。2009年創設。九州7県で活動する劇作家が対象となっている。創設以降は毎年開催していたが、2016年は実施がなく、以降隔年開催となっている。
才能を発掘するだけでなく九州全体の演劇のレベルを上げることも目的としており、複数人による一次審査の講評を応募者全員に郵送していることが大きな特徴。既発表・既上演の作品や、他の戯曲賞への応募歴のある作品・過去に受賞歴のある作品も応募することが出来る。 
一次審査・最終審査を経て、受賞作品が選出される。最終審査員は九州に縁のある劇作家が務めることが多い。

## 受賞者と受賞作品
| 年       | 回 | 大賞                                                                          | 佳作                                    | 最終候補作品 |
| -------- | -- | ----------------------------------------------------------------------------- | --------------------------------------- | --- |
| 平成21年 | 1  | 森馨由（長崎県） 『白波の食卓』                                               |                                         | 松本眞奈美（熊本県）『トリコロール～労働の自由と平等と友愛と～』 篠崎省吾 中村芳子（福岡県）『吉林食堂～おはぎの美味しい中華料理店～』 川口大樹（福岡県）『ひとんちで騒ぐな』 宮園瑠衣子（福岡県）『春、夜中の暗号』 森馨由（長崎県）『白波の食卓』                    |
| 平成22年 | 2  | 該当作なし                                                                    | 河野ミチユキ（熊本県） 『義務ナジウム』 | 島田佳代（鹿児島県）『闇に朱、あるいは蛍』 高場光春（福岡県）『先生とチュウ』 高橋克昌（福岡県）『踊り場にて、』 河野ミチユキ（熊本県）『義務ナジウム』 川口大樹（福岡県）『ボスがイエスマン』                                                                         |
| 平成23年 | 3  | 島田佳代（鹿児島県） 『四畳半の翅音』                                         |                                         | たじま裕一 （長崎県）『素敵じゃないか』 島田佳代 （鹿児島県）『四畳半の翅音』 川津羊太郎 （福岡県）『妄膜剥離』 福田修志 （長崎県）『ワレラワラルー』 川口大樹 （福岡県）『すごくいいバカンス』                                                                        |
| 平成24年 | 4  | 谷岡紗智（福岡県） 『家出』 川津羊太郎（熊本県） 『憑依』                     |                                         | 谷岡紗智（福岡県）『家出』 川津羊太郎（熊本県）『憑依』 松野尾亮（福岡県）『おわせてくれよ！』 福田修志（長崎県）『Cargo』 川口大樹（福岡県）『グンナイ』 |
| 平成25年 | 5  | 後藤香（福岡県） 『タンバリン』                                               |                                         | 福永郁央（福岡県）『もうひとつある世界の森に巣喰う深海魚たちの凱歌』 佐倉吹雪（大分県）『紺碧。』 高橋克昌（福岡県）『firefly』 後藤香（福岡県）『タンバリン』 守田慎之介（福岡県）『群れる青、トコロ。』                                                              |
| 平成26年 | 6  | 幸田真洋（福岡県） 『となりの田中さん』 木下智之（福岡県） 『喜劇ドラキュラ』 |                                         | 守田慎之介（福岡県）『ボクと彼女の、花。』 幸田真洋（福岡県）『となりの田中さん』 田中俊亮（長崎県）『放解←』 木下智之（福岡県）『喜劇ドラキュラ』 大迫旭洋（熊本県）『東京ジャングル』                                                                                |
| 平成27年 | 7  | 河野ミチユキ（熊本県） 『チッタチッタの抜け殻を満たして、と僕ら』             |                                         | 守田慎之介（福岡県）『草、のびて、家。』 村山優一郎（熊本県）『あまえんぼう山頭火』 日下渚（大分県）『あなた、咲いた』 山下晶（福岡県）『晴レタラ、見エル。』 河野ミチユキ（熊本県）『チッタチッタの抜け殻を満たして、と僕ら』                                         |
| 平成29年 | 8  | 守田慎之介（福岡県） 『ハレハレ。』                                           |                                         | 守田 慎之介（福岡県）『ハレハレ。』 石田 聖也（福岡県）『反復する、イクツカノ時間と、交わる、イクツモノ時間の中で、僕等にできる、イクツカノこと。』 瀧本 雄壱（福岡県）『末枝の沙果』 福田 修志（長崎県）『たゆたふ』 米田 翔太（鹿児島県）『戦略的未亡人 みちるさん』 |
| 令和元年 | 9  | 山口大器（福岡県） 『量子の歌声』                                             |                                         | 宮田晃志（鹿児島県）『ヒトツ目の街』 日下渚（大分県）『サヨナラ、我が家。』 山口大器（福岡県）『量子の歌声』 中島栄子（福岡県）『BERLIN』 松岡伸哉（福岡県）『海が降った夏』                                                                                           |
| 令和4年  | 10 | 中島栄子（福岡県） 『モルヒネ』                                               |                                         | 穴迫信一（福岡県）『眺め』 川口大樹（福岡県）『甘い手』 日下渚（大分県）『漣ーさざなみー』 中島栄子（福岡県）『モルヒネ』 馬場佑介（福岡県）『カドがとれて、遠くなって、白くなって、夏』                                                                               |
| 令和6年  | 11 | 日下渚（大分県） 『かぼす咲く』                                               |                                         | 日下渚(大分県)『かぼす咲く』 伊藤 海(宮崎県) 『island』 田村 さえ(福岡県) 『Aliens』 升 孝一郎(福岡県) 『よりよりな日』 到生(福岡県) 『かみがたりぬ』 |

## 最終審査会・最終審査員
| 年       | 回 | 最終審査会                             | 最終審査員                                         |
| -------- | -- | -------------------------------------- | -------------------------------------------------- |
| 平成21年 | 1  | 平成21年9月12日 大野城まどかぴあ       | 中島かずき、横内謙介、松田正隆、土田英生           |
| 平成22年 | 2  | 平成22年7月18日 大野城まどかぴあ       | 中島かずき、古城十忍、横内謙介、松田正隆、岩崎正裕 |
| 平成23年 | 3  | 平成23年6月18日 大野城まどかぴあ       | 永井愛、中島かずき、古城十忍、松田正隆、土田英生   |
| 平成24年 | 4  | 平成24年7月7日 大野城まどかぴあ        | 岩松了、中島かずき、古城十忍、横内謙介、松田正隆   |
| 平成25年 | 5  | 平成25年7月27日 大野城まどかぴあ       | 岩松了、中島かずき、古城十忍、松田正隆、岡田利規   |
| 平成26年 | 6  | 平成26年7月21日 大野城まどかぴあ       | 岩松了、中島かずき、古城十忍、横内謙介、岡田利規   |
| 平成27年 | 7  | 平成27年7月12日 福岡アジア美術館会議室 | 岩松了、中島かずき、横内謙介、岩崎正裕 前田司郎    |
| 平成28年 |    | 実施なし                               |                                                    |
| 平成29年 | 8  | 平成29年7月21日 福岡市内               | 中島かずき、市原佐都子、桑原裕子、松井周、佐藤信   |
| 平成30年 |    | 実施なし                               |                                                    |
| 令和元年 | 9  | 令和元年6月22日 福岡市内               | 佐藤信、横内謙介、松井周、中津留章仁、桑原裕子     |
| 令和2年  |    | 実施なし                               |                                                    |
| 令和3年  |    | 実施なし                               |                                                    |
| 令和4年  | 10 | 令和4年6月18日 福岡市内                | 岩崎正裕、松井周、岡田利規、市原佐都子、幸田真洋   |
| 令和5年  |    | 実施なし                               |                                                    |
| 令和6年  | 11 | 令和6年7月13日 福岡市内                | 中島かずき、横内謙介、岩崎正裕、桑原裕子、幸田真洋 |